# Pouvanaa a Oopa
Pouvana'a a Oopa Tetuaapua, cunoscut și ca Pouvanaa a Oopa, (n. 10 mai 1895, Huahine⁠(d), Franța de peste mări, Franța – d. 10 ianuarie 1977, Tahiti, Franța de peste mări, Franța) a fost un politician tahitian care s-a remarcat ca promotor al independenței Polineziei Franceze. El este considerat ca metua (tatăl) al mișcării de independență a Polineziei Franceze.
Pouvanaa a fost deputat în Adunarea Națională a Franței din 1948 până în 1958, când a fost condamnat pentru incendiere la o pedeapsă de opt ani de închisoare, plus încă 15 ani de exil în Franța. După ce a fost grațiat de președintele Charles de Gaulle în 1968, s-a întors în Polinezia Franceză și a servit ca senator din 1971 până la moartea sa, în 1977. Condamnarea sa a fost anulată în 2018, după ce au apărut noi dovezi care au arătat că poliția franceză a fabricat probe sau că le-a smuls prin amenințări cu violența și că guvernatorul a raportat arestarea lui Pouvanaa chiar înaintea izbucnirii incendiilor.

## Biografie

### Tinerețea
Pouvanaa a Oopa s-a născut în anul 1895 în localitatea Maeva de pe insula Huahine (Insulele Societății, Polinezia Franceză). Mama lui era de origine polineziană, în timp ce tatăl său era un marinar danez.
El a fost veteran al Primului Război Mondial, servind ca militar în Batalionul Pacific al Armatei Franceze. Pouvanaa a lucrat apoi ca vânzător de cartofi prăjiți și dulgher.

### Activitatea politică
În timpul celui de-al Doilea Război Mondial Pouvanaa i-a criticat pe oamenii care au profitat financiar de pe urma războiului și a fost exilat în 1942 pe un recif al insulei natale Huahine. După sfârșitul războiului și eliberarea Franței, Pouvanaa a continuat să critice dominația colonială franceză a insulelor polineziene. În 1947 a fost urmărit penal pentru „contestarea autorității guvernamentale”, dar a fost achitat. În octombrie 1947 a fondat un partid politic, Adunarea democratică a populațiilor tahitiene (RDPT), care a promovat naționalismul tahitian și încetarea stăpânirii coloniale franceze.
Pouvanaa a fost ales pentru prima dată ca deputat în Adunarea Națională a Franței în 1949, devenind primul polinezian francez care a fost membru al Camerei Deputaților. El a fost reales în continuare în Adunarea Națională a Franței în 1951 și 1956.
El a devenit conducătorul administrației locale a insulelor în 1958. Sub sloganul „Tahiti pentru tahitieni; francezii în mare!”, partidul RDPT al lui Pouvanaa a câștigat detașat alegerile locale. Pouvanaa a acuzat guvernul Franței că a lăsat intenționat economia locală să se deterioreze. În calitate de membri ai administrației locale, Pouvanaa și susținătorii săi au promulgat primul impozit pe venit din Polinezia Franceză pentru a obține mai multe venituri din economia locală, care era dominată în acea vreme de oameni de afaceri francezi și chinezi. Această decizie a provocat o grevă a oamenilor de afaceri și apoi o revoltă civilă la Papeete, în cursul căreia s-a aruncat cu pietre asupra clădirii Adunarea Polineziei Franceze, iar conducerea administrației locale a fost nevoită să abroge legea.
Pouvanaa a fost un susținător puternic al independenței Polineziei Franceze în timpul referendumului din Polinezia Franceză din 1958, care a fost o parte componentă a referendumului constituțional francez. El a făcut campanie pentru respingerea constituției franceze și obținerea independenței față de Franța. Cu toate acestea, funcționarii oficiali guvernamentali au restricționat campania de respingere, iar în unele insule mai îndepărtate alegătorii nici măcar nu au știut că puteau vota „nu”. Referendumul s-a încheiat cu scorul de 62 %–36 % în favoarea noii constituții, iar Polinezia Franceză a rămas un teritoriu francez. Cu toate acestea, unii comentatori locali cred că alegătorii ar fi votat majoritar „nu” în situația unei campanii libere.

### Arestarea și exilul în Franța
În 1958 Pouvanaa a fost trimis în judecată pentru incendiere la Papeete, fiind acuzat că a condus revolta populației polineziene și că a încercat să incendieze orașul. În octombrie 1959 a fost găsit vinovat și condamnat la opt ani de închisoare și la încă cincisprezece ani de exil în Franța metropolitană. A fost eliberat din închisoare în 1962. Președintele francez Charles de Gaulle l-a grațiat în 1968 pe Pouvanaa, permițându-i astfel să se întoarcă în Polinezia Franceză în 1969.

### Ultimii ani
Pouvanaa a concurat la alegerile parlamentare din 1971 și a fost ales în Senatul Francez, ca reprezentant al Polineziei Franceze. A continuat să dețină această funcție până la moartea sa în 1977.
A murit pe 10 ianuarie 1977 în Tahiti.

### Moștenire

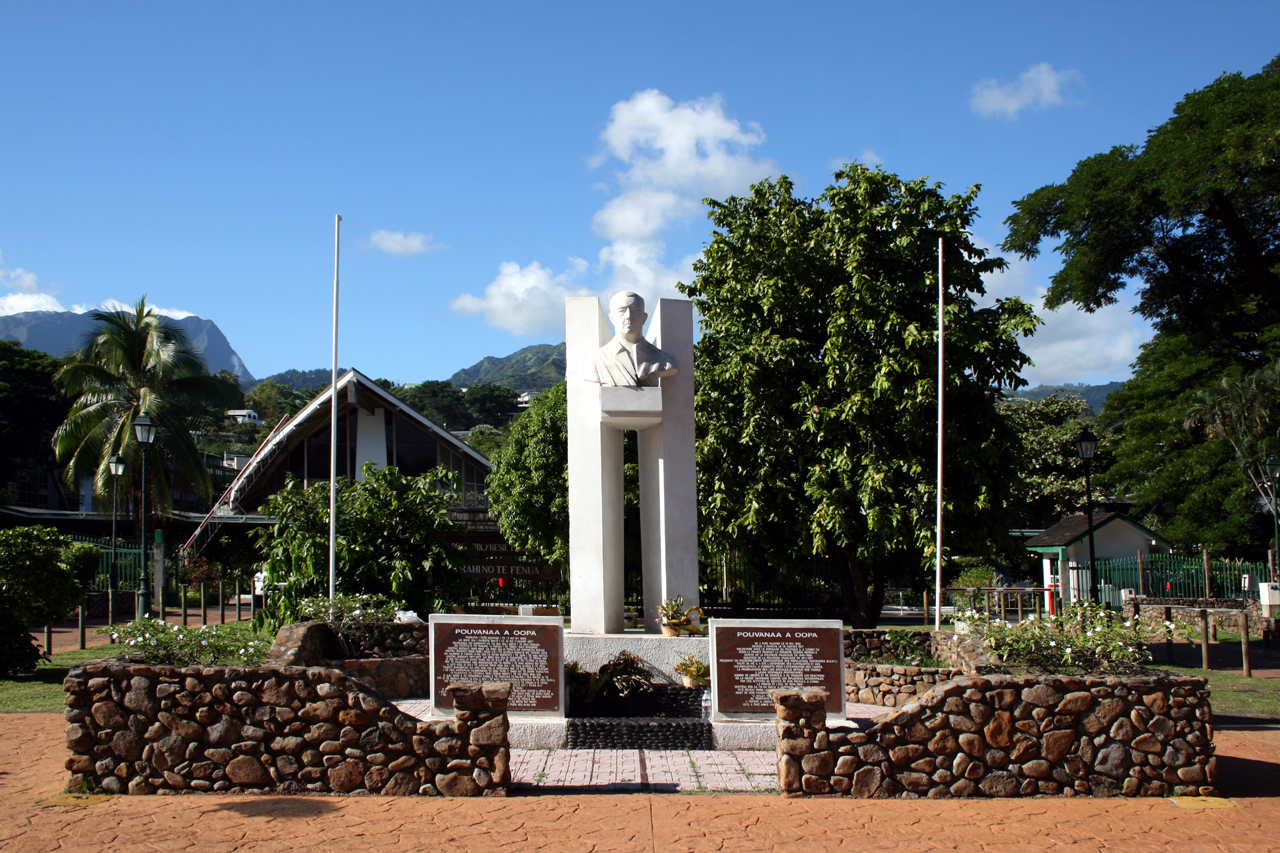
Monumentul lui Pouvanaa a Oopa

În 1982 a fost înălțat un monument dedicat lul Pouvanaa a Oopa în fața clădirii Adunării Polineziei Franceze din Papeete. Monumentul memorial al lui Pouvanaa a devenit un loc de adunare al tahitienilor în timpul testelor nucleare franceze din 1995. Aproape o treime din populația tahitiană adultă s-a adunat în iulie 1995 în fața monumentului lui Pouvanaa pentru a protesta împotriva detonării unor bombe nucleare franceze pe insulele Arhipelagului Tuamotu. O stradă din Papeete, Avenue Pouvanaa A Oopa, a fost numită, de asemenea, în cinstea sa.
Familia lui Pouvanaa a cerut rejudecarea procesului de incendiere în 1988, dar cererea ei a fost respinsă de Ministerul Justiției de la Paris.
În iulie 2009 Adunarea Polineziei Franceze a adoptat în unanimitate o rezoluție prin care a cerut guvernului francez rejudecarea procesului lui Pouvanaa a Oopa. Apelul a fost repetat în 2013. Condamnarea lui Pouvanaa a Oopa a fost anulată de Curtea de Casație în anul 2018, după ce au apăru noi dovezi care au arătat că poliția franceză a fabricat probe sau că le-a smuls prin amenințări cu violența și că guvernatorul a raportat arestarea lui Pouvanaa chiar înaintea izbucnirii incendiilor.